# اس‌اس بریزبن (۱۸۷۴)
اس‌اس بریزبن (۱۸۷۴) (به انگلیسی: SS Brisbane (1874)) یک کشتی بود که طول آن ۲۸۱٫۵ فوت (۸۵٫۸ متر) بود. این کشتی در سال ۱۸۷۴ ساخته شد.